# Duo Vela
El duo Vela està format per Eulàlia Vela i López i Ester Vela i López, dues germanes pianistes catalanes.

## Discografia
- Música contemporània del s. XXI (Ars Harmònica 135) (2004)[1]
- Danses (Ars Harmònica 191) (2008)[2]